# سفر التثنية

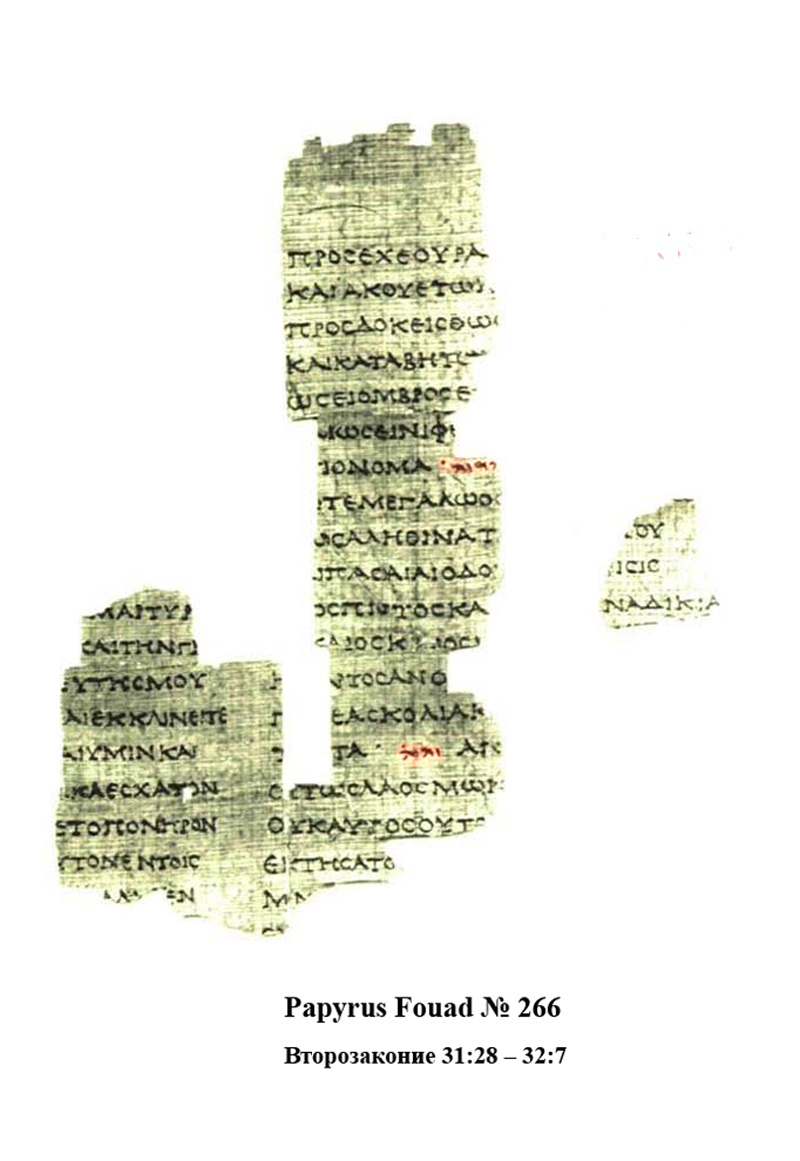
بردية فؤاد 266 ترجع إلى سنة ق. 100 ق.م.، تحتوي على جزء من ترجمة يونانية (الترجمة السبعينية) لسفر التثنية.

سفر التثنية أو سفر تثنية الاشتراع ((بالإغريقية: Δευτερονόμιον)‏ وتعني "القانون الثاني"؛ (باللاتينية: Liber Deuteronomii)‏؛ (بالعبرية: דְּבָרִים) وتُنطق "ديباريم"، وتعني "الكلمات") هو خامس أسفار موسى الخمسة (في اليهودية)، وخامس أسفار التناخ والعهد القديم المسيحي.
تتكون الأصحاحات 1-30 من هذا السفر من ثلاث خطب ألقاها موسى على بني إسرائيل في سهول موآب، قبل وقت قصير من دخولهم إلى أرض الميعاد. تتناول الخطبة الأولى سنوات التيه الأربعين في البرية التي سبقت تلك اللحظة، وانتهت الخطبة بالحث على مراعاة الشريعة. تُذكّر الخطبة الثانية بني إسرائيل بضرورة اتباع يهوه والشرائع (أو التعاليم) التي أعطاهم إياها، والتي تعتمد عليها ملكيتهم للأرض. وتقدم الخطبة الثالثة التعزية بأنه حتى لو ثبت أن أمة بني إسرائيل غير مخلصين، وخسروا الأرض، فإنه بالتوبة يمكنهم استعادة جميع الأرض. بينما تحتوي الأصحاحات الأربعة الأخيرة (31-34) على ترنيمة موسى [الإنجليزية] وبركة موسى، والروايات التي تروي انتقال عباءة القيادة من موسى إلى يشوع، وأخيرًا وفاة موسى على جبل نيبو.
أحد أهم آيات سفر التثنية هي الآية 6: 4، اسمع يا إسرائيل والتي وُصفت بأنها البيان النهائي للهوية اليهودية لليهود المؤمنين: "اسمع يا إسرائيل: الرب إلهنا الرب واحد". كما ذكر إنجيل مرقس على لسان يسوع(مرقس 12: 28-32) اقتباسه للآيات 6: 4-5 في الوصية العظيمة [الإنجليزية].

## البنية
غالبًا ما تُوصف بنية السفر على أنها سلسلة من ثلاث خطب (الأولى من 1: 1 إلى 4: 43، والثانية من 4: 44 إلى 29: 1، والثالثة من 29: 2 إلى 30: 20) يتبعها عدد من الملحقات القصيرة أو نوع من الخاتمة (31: 1 – 34: 12) التي تتناول تكليف يشوع وترنيمة موسى وموت موسى.
قارن علماء آخرون بنية سفر التثنية بالمعاهدات الحيثية أو غيرها من نصوص المعاهدات القديمة في الشرق الأدنى. ولكن من الواضح أن سفر التثنية لم يكن في حد ذاته مجرد نص معاهدة، حيث أن سفر التثنية هو أكثر من مجرد تطبيق نموذجي لمعاهدة مدنية لمعاهدة حول علاقة بني إسرائيل مع الإله. وتُعد الوصايا العشر في الأصحاح الخامس بمثابة المخطط لبقية السفر، حيث أن الأصحاحات 12-26 هي عرض للوصايا العشر الموسعة.
| الوصية | الأصحاح         |
| 1–3    | 12–13           |
| 4      | 14: 28 – 16: 17 |
| 5      | 16: 18 – 18: 22 |
| 6      | 19: 1 – 21: 9   |
| 7      | 22: 13–30       |
| 8–10   | 23–26           |

## الملخص

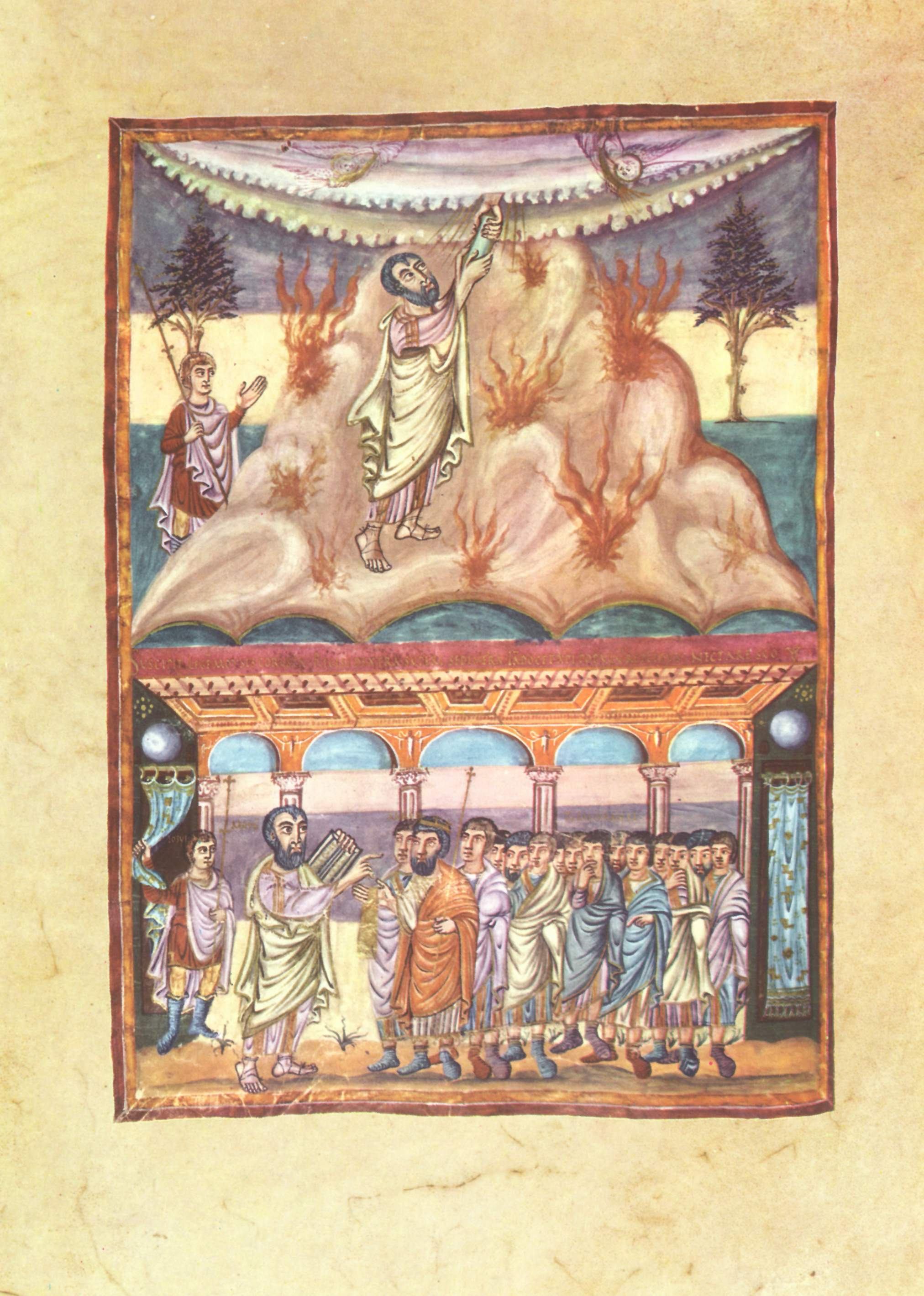
موسى يتسلم التوراة من الله، (القسم العلوي) ثم يعظ بني إسرائيل بأحكامها. (القسم السفلي) الرسم يعود لعام 840 وهو من محفوظات متحف لندن.

لخّص جون فان سيترز [الإنجليزية] موضوعات سفر التثنية كالتالي:
- الأصحاحات 1-4: يتناول الرحلة عبر البرية من حوريب (سيناء) إلى قادش ثم إلى موآب.
- الأصحاحات 4-11: بدءً من المقدمة الثانية في 4: 44-49، يتناول السفر الأحداث التي وقعت في جبل حوريب [الإنجليزية]، ومنح الإله الوصايا العشر. يحُث موسى رؤوس الأسباط على تعليم من هم تحت رعايتهم الشريعة، ويُحذّر من عبادة آلهة أخرى مع يهوه، وتُبارك الأرض الموعودة لبني إسرائيل، ويُدعى الشعب إلى الطاعة.
- الأصحاحات 12-26: تتناول قانون التثنية [الإنجليزية] الذي يشمل القوانين التي تحكم عبادة بني إسرائيل (الأصحاحات 12 - 16 أ)، وتعيين وتنظيم قادة المجتمع والزعماء الدينيين (16 ب - 18)، التنظيم الاجتماعي (19-25)، والاعتراف بالهوية والولاء (26).
- الأصحاحات 27-28: البركات واللعنات لمن يحفظون القانون ويخالفونه.
- الأصحاحات 29-30: اختتام الحديث عن العهد في أرض موآب، بما في ذلك جميع الشرائع الواردة في قانون التثنية (الأصحاحات 12-26) بعد تلك المعطاة في حوريب؛ ومرة أخرى يُحث بني إسرائيل على الطاعة.
- الأصحاحات 31-34: يُنصّب يشوع كخليفة لموسى، ويُسلّم موسى الشريعة إلى اللاويين (طبقة كهنوتية)، ويصعد جبل نيبو، حيث يموت ويدفنه الإله. تتخلل رواية هذه الأحداث قصيدتان، ترنيمة موسى وبركة موسى.

تقول آيات التثنية 34: 10-12، "ولم يقم بعدُ نبي في إسرائيل مثل موسى"، موضحة وجهة النظر التثنوية الدينية التي تُؤكد على عبادة يهوه باعتباره الإله الوحيد لبني إسرائيل، وأنه الدين الوحيد المسموح به، وقد ختمه أعظم الأنبياء.

### قانون التثنية
تُعد الأصحاحات 12-26 من سفر التثنية التي تُعرف باسم قانون التثنية أقدم أجزاء هذا السفر، وهي الجوهر الذي تطوّر باقي السفر حوله، وهي سلسلة من الوصايا (الأوامر) لبني إسرائيل فيما يتعلق بكيفية التصرف في أرض الميعاد.

## التأليف

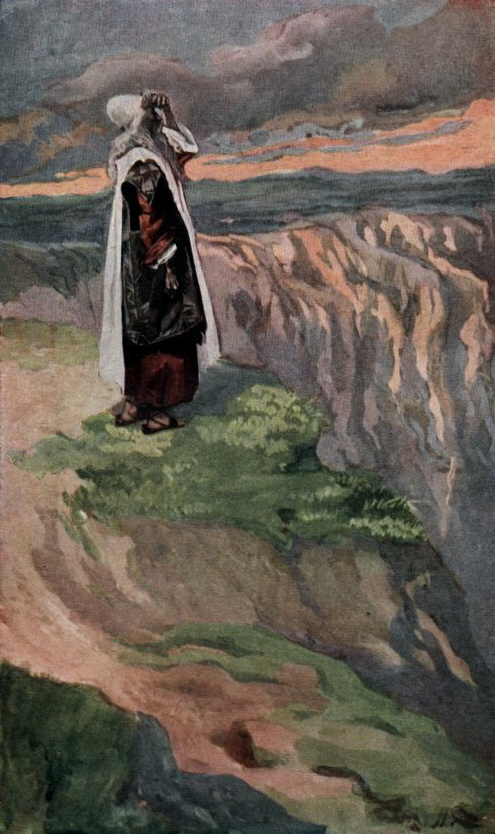
موسى ينظر إلى الأرض الموعودة، (لوحة جيمس تيسو)

### تاريخ التأليف
في القرن الثاني عشر الميلادي، كتب موسى بن ميمون 13 مبدأ للإيمان اليهودي، كان المبدأ الثامن منها أن أسفار موسى الخمسة - بما في ذلك سفر التثنية - أملاها الإله على موسى على جبل سيناء، وهو ما أصبح يُعرف بالتأليف الموسوي. اليوم، يرفض تقريبًا جميع العلماء العلمانيين المعاصرين، ومعظم العلماء المسيحيين واليهود، فكرة التأليف الموسوي لسفر التثنية، ويؤرخون كتابة السفر في وقت لاحق بكثير في الفترة بين القرنين السابع والخامس قبل الميلاد. ربما كان مؤلفوه من اللاويين، الذين تعود عليهم محتويات السفر بالفائدة الاقتصادية والوضع الاجتماعي. يمكن تلخيص الخلفية التاريخية وراء تأليف السفر في النقاط التالية:
- في أواخر القرن الثامن قبل الميلاد، كانت مملكتي يهوذا وإسرائيل تابعتين سياسيًا لآشور. تمردت مملكة إسرائيل، ودُمّرت حوالي سنة 722 ق.م. ففرّ لاجئون من إسرائيل، ومعهم عددًا من الروايات الجديدة إلى يهوذا. كانت إحدى هذه الروايات أن الإله يهوه، المعروف والمعبود في يهوذا، لم يكن مجرد أهم الآلهة، بل هو الإله الوحيد الذي يجب أن يُعبد.[14] أثرت هذه الفكرة على الطبقة الحاكمة من ملاك الأراضي اليهوذيين، الذين كانت لهم سلطة قوية للغاية في دوائر البلاط الملكي حين نُصّب الملك يوشيا البالغ من العمر ثماني سنوات على العرش بعد مقتل والده آمون.
- بحلول السنة الثامنة عشرة من حكم يوشيا، انحدرت القوة الآشورية سريعًا، وكانت الحركة المؤيدة للاستقلال السياسي تستجمع قواها في مملكة يهوذا. كان أحد مظاهر هذه الحركة متمثلًا في الولاء ليهوه باعتباره الإله الوحيد لمملكة يهوذا. وفقًا لسفر الملوك الثاني،(الملوك الثاني 22: 1 - 23: 30) اكتشف حلقيا [الإنجليزية] (رئيس الكهنة وأبو النبي إرميا) في ذاك الوقت "سفر الشريعة" - والذي يعتقد العديد من العلماء أنه قانون التثنية (الأصحاحات 12-26) التي تُشكّل النواة الأصلية لسفر التثنية) – في الهيكل. تبع ذلك أن أطلق يوشيا إصلاحًا شاملاً للعبادة استنادًا إلى "سفر الشريعة" هذا، والذي أخذ شكل عهد بين يهوذا ويهوه ليحل محل معاهدة التبعية التي دامت عقودًا بين الملك آشورحدون ملك آشور ومنسى ملك يهوذا.[15]
- حدثت المرحلة التالية أثناء السبي البابلي، حيث كان تدمير مملكة يهوذا على يد البابليين سنة 586 ق.م. ونهاية الملكية حدثًا مناسبًا للكثيرين من المنفيين في بابل للتفكير والتأمُّل الديني. فافترضوا أن هذه الكارثة كانت عقابًا من يهوه لعدم اتباعهم للشريعة، لذا أنشئوا تاريخًا لبني إسرائيل (أسفار يشوع إلى الملوك) لتوضيح ذلك.
- في نهاية السبي، وافق الفرس على أن عودة اليهود وإعادة بنائهم الهيكل في القدس، وأضيفت الأصحاحات 1-4 و29-30 ليصبح سفر التثنية هو السفر المُمهّد للتاريخ التثنوي، بحيث تظهر قصة الشعب الذي أوشك على دخول أرض الميعاد هي قصة شعب أوشك على العودة إلى الأرض. ثم وُسّعت الأقسام القانونية في الأصحاحات 19-25 لتوائم المواقف الجديدة التي نشأت، وأُضيفت الأصحاحات 31-34 كخاتمة جديدة.

تحتوي الأصحاحات 12-26 على قانون التثنية، القسم الأقدم في السفر. منذ أن طرح فيلهيلم دي فيت [الإنجليزية] هذه الفكرة لأول مرة سنة 1805م، تقبّل معظم العلماء أن هذا الجزء من السفر أُلّف في القدس في القرن السابع قبل الميلاد في سياق الإصلاحات الدينية التي قدّمها الملك حزقيا (الذي حكم بين سنتي 716-687 ق.م. تقريبًا)، بل زعم البعض تواريخ أخرى لكتابته، مثل أنه كُتب في عهد خليفته منسى (687-643 ق.م.) أو حتى بعد ذلك بكثير خلال فترات السبي أو ما بعد السبي (597-332 ق.م.). كانت المقدمة الثانية (الأصحاحات 5-11) هي القسم التالي الذي أُلف؛ ثم المقدمة الأولى (الأصحاحات 1-4)، والأصحاحات التالية للأصحاح 26 في الفترة نفسها.

### انقسام مملكتي إسرائيل ويهوذا
لم يذكر النبي إشعياء الذي عاش في القدس قبل يوشيا بحوالي قرن، أي شيء عن موضوعات الخروج أو العهود مع الإله أو عصيان شرائع الإله. في المقابل، أشار هوشع، الذي عاش في مملكة إسرائيل الشمالية وعاصر إشعياء، بشكل متكرر إلى الخروج، والتيه في البرية، والعهد، وخطر الآلهة الأجنبية، والحاجة إلى عبادة يهوه وحده. دفع هذا التناقض العلماء إلى استنتاج أن الروايات التي اعتمد عليها سفر التثنية لها أصل شمالي. بعيدًا عن النقاش حول كتابة قانون التثنية في زمن يوشيا (أواخر القرن السابع قبل الميلاد) أو في وقت سابق، فإن العديد من القوانين الفردية داخل قانون التثنية ذات أصل أقدم من المجموعة نفسها. كما يٌعتقد أن القصيدتان في الأصحاحات 32-33 (ترنيمة موسى وبركة موسى)، ربما كانتا مستقلتين عن الأصل.

### المكانة في الكتاب المقدس العبري
يحتل سفر التثنية مكانةً محيرةً في الكتاب المقدس العبري، حيث ربط قصة تيه بني إسرائيل في البرية بقصة تاريخهم في كنعان دون أن يكون هناك ارتباط كامل بين القصتين، حيث أن قصة التيه لها نهايتها في سفر العدد، ويمكن أن تكون قصة فتوحات يشوع مستقلة عنها، على الأقل على مستوى الحبكة. ولكن غياب وجود عنصر موضوعي (ديني) في الحالتين، كان سببًا لاعتقاد العلماء أنه كان الدافع للربط بين القصتين. تعتبر نظرية التاريخ التثنوي هي الأكثر شعبية حاليًا، حيث كان سفر التثنية في الأصل مجرد مجموعة شرائع وعهود كُتبت لتعزيز إصلاحات يوشيا الدينية، ثم توسّع لاحقًا ليكون بمثابة مقدمة لتاريخ كامل. لكن هناك نظرية أقدم ترى أن سفر التثنية كان جزءًا مُكمّلًا لسفري العدد ويشوع. لا تزال هذه الفكرة تحظى بمؤيدين، لكن الاعتقاد السائد هو أن سفر التثنية، بعد أن أصبح مقدمة للتاريخ، فُصل عنه لاحقًا وأضيف إلى أسفار التكوين والخروج واللاويين والأعداد لأن موسى كان بالفعل الشخصية المركزية فيه. ووفقاً لهذه الفرضية، فإن موت موسى كان في الأصل نهاية لسفر العدد، ولكنه نُقل ببساطة من هناك إلى نهاية سفر التثنية.

## السمات

### بنو إسرائيل
كانت هناك بعض السمات في سفر التثنية مرتبطة ببني إسرائيل، وهي اختيار بني إسرائيل، والإخلاص والطاعة، ووعد يهوه لهم بالبركات، التي يعبّر مفهوم العهد عنها كلها حيث أن "الطاعة ليست في المقام الأول واجبًا يفرضه طرف على الآخر، ولكنها تعبير عن علاقة العهد". تناول السفر اختيار يهوه لبني إسرائيل شعبًا له، وتأكيد موسى على بني إسرائيل بضرورة طاعة الإله والوفاء بالعهد، وحذّر من عواقب الخيانة والعصيان.

### يهوه
تغير مفهوم الإله في سفر التثنية مع مرور الوقت. يظهر من الطبقة الأقدم المكتوبة في القرن السابع قبل الميلاد الاعتقاد في أحادية عبادة إله من بين الآلهة [الإنجليزية]؛ حيث لم تنكر حقيقة الآلهة الأخرى، بل تفرض فقط عبادة يهوه في أورشليم. وفي الإضافات اللاحقة خلال السبي من منتصف القرن السادس قبل الميلاد، وخاصة الأصحاح الرابع، أصبح العبادة توحيدية تعترف بوجود إله واحد فقط. وظهر مفهوم مهم ومبتكر بأن الإله موجود في الهيكل وفي السماء في الوقت ذاته. بعد استعراض تاريخ بني إسرائيل في الأصحاحات 1-4، أعيد صياغة الوصايا العشر في الأصحاح 5. سلّط هذا الترتيب للمواد الضوء على علاقة الإله السيادية مع بني إسرائيل قبل إعطائهم الشريعة.

### العهد
يتمثل جوهر سفر التثنية في العهد الذي يربط يهوه وبني إسرائيل بقَسَمْ الإخلاص والطاعة. وفقًا للعهد، سيمنح الإله بني إسرائيل بركات الأرض والخصوبة والازدهار طالما أن بني إسرائيل مخلصين لتعاليم الإله، وبالتالي سيؤدي العصيان إلى اللعنات والعقوبات. لكن، وفقًا لسفر التثنية، كانت خطيئة بني إسرائيل الرئيسية هي عدم الإيمان والارتداد مخالفين بذلك الوصية الأولى والأساسية ("لا يكن لك آلهة أخرى أمامي")، حيث دخل عبد الشعب آلهة أخرى. يؤكد ديلارد ولونجمان في كتابهما "مقدمة للعهد القديم" على الطبيعة الحية للعهد بين يهوه وأمة بني إسرائيل الذين خاطبهم موسى كوحدة واحدة؛ وأن ولائهم للعهد ليس مجرد طاعة، بل يأتي من علاقة موجودة مسبقًا بين الإله وبني إسرائيل تأسست مع إبراهيم وتأكدت خلال أحداث الخروج، لذا ميّزت قوانين سفر التثنية أمة بني إسرائيل، للإشارة إلى وضعهم الفريد كأمة يهودية.
كانت الأرض هبة الإله لبني إسرائيل، وارتبطت العديد من الشرائع والاحتفالات والتعليمات الواردة في سفر التثنية باحتلال بني إسرائيل للأرض. لاحظ ديلارد ولونجمان أنه في 131 مرة من أصل 167 مرة جاء فيها الفعل "يُعطي" في السفر، كان الفاعل هو يهوه. جعل سفر التثنية التوراة السلطة المطلقة في إسرائيل، وهي سلطة يخضع لها الجميع حتى الملك نفسه.

## أثر السفر

### اليهودية

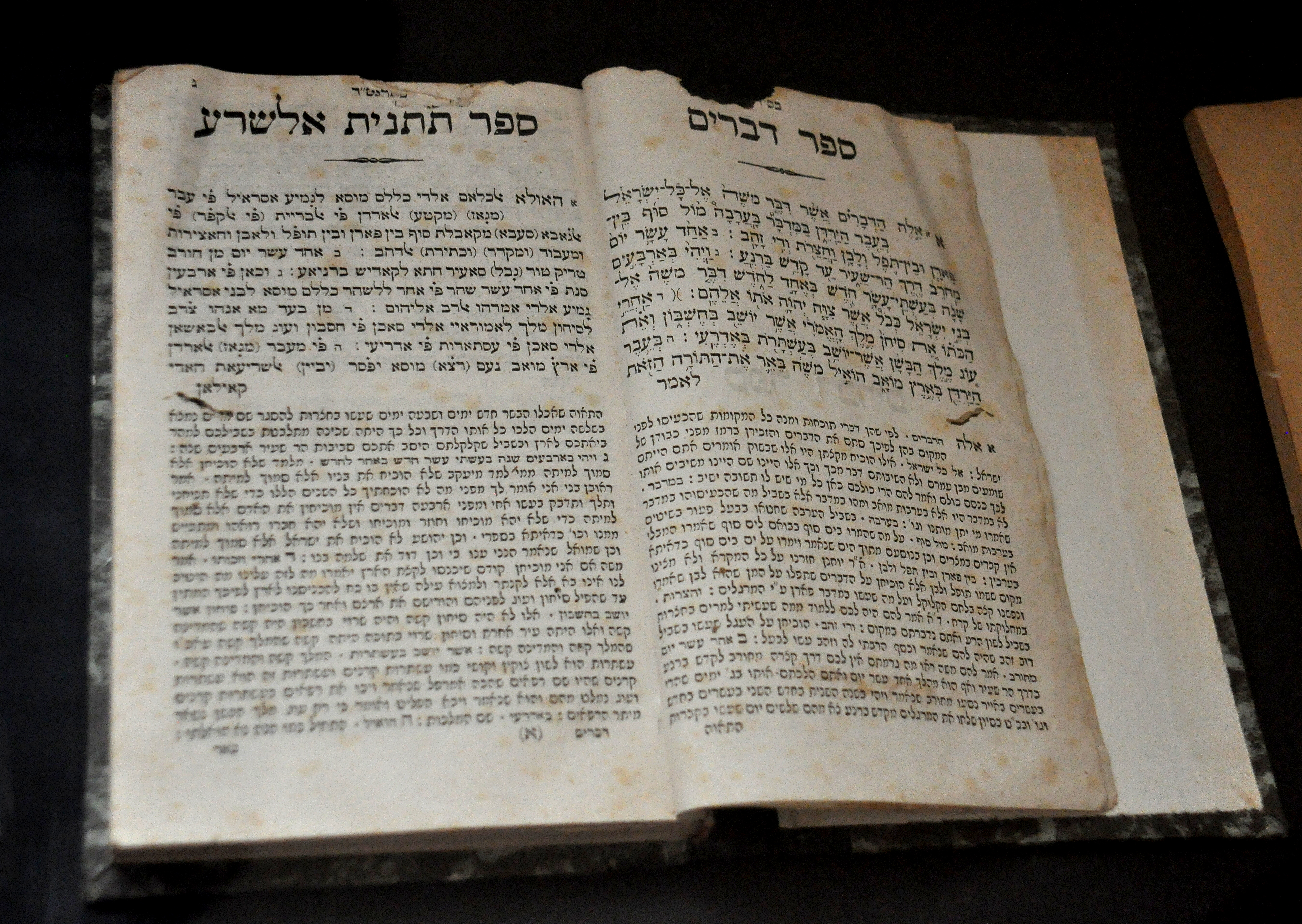
سفر التثنية، ديباريم، مكتوب بالعبرية مع ترجمة بالعبرية العربية ذات الأحرف العبرية. يرجع لسنة 1894م، ومحفوظ في المتحف اليهودي المغربي بالدار البيضاء.

تمثل الآيات 6: 4-5 من سفر التثنية: "اسمع يا إسرائيل، الرب إلهنا رب واحد" العقيدة الأساسية لليهودية، حيث تتلى وصية اسمع يا إسرائيل مرتين يوميًا. كما تعبّر الآية "فتحب الرب إلهك من كل قلبك ومن كل نفسك ومن كل قوتك"، عن المفهوم اليهودي المركزي لمحبة الإله والثواب الآتي نتيجة لذلك.

### المسيحية
ذكر إنجيل متى على لسان يسوع(متى 22: 35-40) الآية 6: 5 من سفر التثنية في الوصية العظيمة [الإنجليزية]. فسر المؤلفون المسيحيون الأوائل نبوءة سفر التثنية بعودة إسرائيل أنها تحققت في يسوع المسيح، وحلّ محلها الكنيسة المسيحية (لوقا 1-2، أعمال الرسل 2-5)، وفسّروا آية التثنية 18: 15 التي تنبأ فيها موسى بنبي مثله بأن النبي المقصود هو يسوع (أعمال الرسل 3: 22-23). ورغم أن موقف بولس الدقيق من اليهودية [الإنجليزية] لا يزال موضع نقاش، إلا أن الرأي الشائع هو أنه بدلاً من الالتزام بالوصية المذكورة في التثنية 30: 11-14 بالحفاظ على عهد موسى، ادعى بولس أن الإيمان بيسوع والإنجيل (العهد الجديد) حلّ محل عهد موسى القديم.

## مواقع خارجية
- موقع الأنبا تكلا، سفر التثنية.
- تفسير سفر التثنية، منتديات الكنيسة.

| سبقه سفر العدد | العهد القديم | تبعه سفر يشوع |